# Joanne Fox
Joanne Fox   (Melbourne, 12 de juny de 1979) fou una jugadora de waterpolo australiana que va competir durant les dècades de 1990 i 2000. El seu germà John Fox també fou un destacat waterpolista.
El 2000 va prendre part en els Jocs Olímpics de Sydney, on guanyà la medalla d'or en la competició de waterpolo. Quatre anys més tard, als Jocs d'Atenes, fou quarta en aquesta mateixa competició.